# Adam Stejskal
Adam Stejskal (Brno, República Checa, 23 de agosto de 2002) es un futbolista checo que juega de portero en el WSG Tirol de la Bundesliga austríaca.

## Trayectoria
Debutó con el F. C. Liefering en la 2. Liga el 24 de julio de 2020 contra el FC Pasching. Fue titular y el F. C. Liefering ganó por 5-0.

## Estadísticas

### Clubes
Actualizado al último partido disputado el 3 de noviembre de 2024.
| F. C. Liefering · Austria             | 2.ª           | 2019-20       | 2  | 0   | — | — | — | — | 2  | 0   |
| F. C. Liefering · Austria             | 2.ª           | 2020-21       | 17 | 21  | — | — | — | — | 17 | 21  |
| F. C. Liefering · Austria             | 2.ª           | 2021-22       | 17 | 26  | — | — | — | — | 17 | 26  |
| F. C. Liefering · Austria             | Total club    | Total club    | 36 | 47  | 0 | 0 | 0 | 0 | 36 | 47  |
| WSG Tirol · Austria                   | 1.ª           | 2023-24       | 32 | 53  | 0 | 0 | ― | ― | 32 | 53  |
| WSG Tirol · Austria                   | 1.ª           | 2024-25       | 12 | 16  | 1 | 3 | ― | ― | 13 | 19  |
| WSG Tirol · Austria                   | Total club    | Total club    | 44 | 69  | 1 | 3 | 0 | 0 | 45 | 72  |
| Total carrera                         | Total carrera | Total carrera | 80 | 116 | 1 | 3 | 0 | 0 | 81 | 119 |
| (1) Hace referencia a goles encajados |               |               |    |     |   |   |   |   |    |     |

## Palmarés

### Títulos nacionales
| Título     | Club               | País    | Año  |
| ---------- | ------------------ | ------- | ---- |
| Bundesliga | Red Bull Salzburgo | Austria | 2023 |